# 明号作戦
明号作戦（めいごうさくせん）は、1945年3月9日にフランス領インドシナ（仏印）において日本軍が実行した作戦。仏印武力処理、あるいは三・九クーデター（さんきゅうクーデター）とも呼称される。また、英語圏では作戦名を英訳してOperation Bright Moonなどとも呼ばれる。
フランスのヴィシー政権は日本と協力関係にあり、フランス領インドシナを共同統治していたが、1944年に連合国に敗れて崩壊、フランス共和国臨時政府が成立した。フランス領インドシナが同政府の支配下に入り、日本と敵対するようになった為、日本軍と交戦状態になり、これに勝利した日本軍が総督府を掌握、インドシナ半島を完全な支配下に収めた。

## 背景

### 仏印進駐と日仏協力
1899年までにフランスはベトナム・カンボジア・ラオスのインドシナ三国を保護国化した上でフランス領インドシナ連邦を形成した。一部地域はインドシナ総督府の直轄支配下にあったものの、その後も形式的に王国体制は存続していた。
1940年と1941年に、日本はヴィシー政権との協定に基づき、仏印に軍隊を展開させた（仏印進駐）。フランス側も植民地の喪失よりは対日協力を行うべきであるという判断を行い、日本軍を受け入れた。
その後もインドシナ総督府の統治は継続され、植民地の維持を目的とするインドシナ総督府は、経済面では日本に対して多大な貢献を行っていた。軍事面では日本の印度支那駐屯軍とフランス軍が共同警備の形式をとっていた。
駐留フランス軍は大型艦艇の武装解除をされたものの、基本的には従来のままの戦力を維持していた。

### 静謐と民族解放
しかし、1941年に太平洋戦争が勃発すると、日本は大東亜戦争の名のもとに「欧米からのアジア植民地解放」「民族解放」が戦争目的のひとつであるとするようになった。しかしこれは仏印での植民地政府との協力との矛盾を抱えるものとなった。駐ドイツ大使大島浩も「大東亜共栄圏建設の理想と背馳する」事態が発生するのではないかという意見を述べている。しかし陸軍は軍事作戦面での必要性を重視するとともに、フランスを敵とすることで「白色人種対日本」の「人種戦争」に陥ることを危惧し、現状維持を主張していた。結果的に開戦前の11月15日の「対米英蘭蔣戦争終末促進二関スル腹案」では現状維持が定められ、両者の関係は「静謐」を維持する方針をとることとなっていた。一方でフランス領インドシナに置かれた日本の大使府や、現地駐在軍には独立を支援する動きもあった。また1943年には松井石根大将がサイゴンにおいて「日本は米英仏の意思がどうであれアジア諸国を解放する」と演説したため独立運動が活発化し、インドシナ総督府を刺激することを恐れた日本側が独立運動家を一時亡命させる措置を行っている。

### 仏印武力処理の策定
ヨーロッパ方面での枢軸国軍の戦況が悪化するにつれ、日本では関係見直しの動きも生まれた。1943年に外相に就任した重光葵は、「主権尊重と平等対等の関係の樹立をもって、支那を初め東亜諸民族に臨むのでなければ、この戦争は日本にとって無意味である」とし、12月頃からインドシナ政府の武力解体を主張するようになった。重光外相は「ドクー派」に「反枢軸分子」が入りつつあり、積極的に手を打つことを主張していた。また芳澤謙吉駐仏印大使も「明瞭に安南人に独立の希望を与え」ることが必要であると主張している。陸軍はこれを受けて作戦の研究を開始したものの、人種戦回避の観点から実施には消極的であり、1943年1月24日に大本営政府連絡会議で策定された「情勢変化ニ応スル対仏印措置腹案」では現状維持が決定された。
1944年6月のノルマンディー上陸作戦以降連合軍の大陸反攻が始まり、8月25日にヴィシー政権は崩壊してシャルル・ド・ゴール率いるフランス共和国臨時政府がフランス本土に復帰し、日本の敗色も濃くなってきた。フランス領インドシナ総督ジャン・ドクー海軍上級中将(Vice-amiral d'escadre)は、2月18日の時点で、本国との連絡が途絶えた場合はフィリップ・ペタン元帥から全権を与えられることとなっていた。しかし臨時政府はインドシナでの戦闘を計画しており、フランス領インドシナ軍司令官ウジェーヌ・モルダン将軍と接触した。モルダンは軍司令官を辞任し、インドシナでのレジスタンスを組織した。ドクーはその後ド・ゴールの密使と接触したが、公式には総督を継続することとなった。
特に12月のフィリピン陥落により、日本陸軍も仏印処理の決断を迫られることとなった。しかし陸軍は、フランスとソビエト連邦が同盟条約を締結しており、フランスへの攻撃が、ソ連を敵に回すことになりかねないと危惧していた。このため陸軍はインドシナにおけるフランス主権を否定する行動は取らず、インドシナ三国の独立は行わないという方針を求めた。これに対し重光外相は武力処理を行う以上、フランス主権を認めようと無意味であり、むしろインドシナ三国の独立を認めたほうが大東亜解放の精神に則り、民族解放という大義にはソ連も反対できないと主張した。
第38軍（1944年12月に印度支那駐屯軍から改編）司令部は、フランス領インドシナ軍を武装解除する作戦計画の検討を始め、これを最終的に「明号作戦」と命名。
この間、第38軍司令官土橋勇逸中将は、1944年末に行った会談での仏印側首脳の反応から、共同防衛は困難と判断していた。最後通牒としての要求事項（後述）は、1945年2月1日の最高戦争指導会議において決定された。しかしインドシナ三国の独立については即時行うかどうか曖昧な表現で記載され、後に仏印大使府と38軍の対立を招くこととなる。2月26日には最高戦争指導会議において、日本とフランスは戦争状態ではないこと、総督府直轄地域については軍政を施行するが、対外的には一時的な管理であると説明すること、インドシナ大使府の存続、インドシナ三国が「自発的に」独立するよう措置をとることが決定された。2月28日、大本営は南方軍に対して、3月5日～10日の間に明号作戦を発動するよう命じた。さらに仏印の日本軍は中華民国との大陸打通作戦により増強されていた。

## 参加兵力

### 日本軍
- 第38軍（司令官：土橋勇逸中将） - 参加兵力は約30,000人。
  - 第21師団 - ハノイなどトンキン西部、ラオス北部、アンナン北西部担当。
  - 第22師団の一部 - 中国南部で対仏印国境監視。
  - 第37師団 - ランソン、ハイフォンなどトンキン東部担当。
  - 第2師団の歩兵第29連隊基幹 - カンボジア担当。
  - 独立混成第34旅団 - アンナン南部担当。
  - 独立混成第70旅団 - サイゴンなどコーチシナ担当。
- 第一南遣艦隊
  - 小艦艇、航空機若干など。

### 駐留フランス軍
駐留フランス軍の主力は仏印の現地人部隊だった。このほか第5外人歩兵連隊などがあった。装備兵器は旧式が多く、例えば戦車はFT-17が少数あるだけであった。ただし、ランソンなどの対中華民国国境地帯には近代的な要塞が築かれていた。
- 仏印軍（司令官：エメー中将） - ハノイに司令部。フランス一般兵・外人部隊約15,000人、現地人兵士約35,000人[注釈 2]
  - 北部集団軍（司令官：ガブリエル・サバチエ（英語版）中将） - トンキン
  - 中部集団軍（司令官：テュルカン中将） - アンナン及びラオス
  - 南部集団軍（司令官：デルシュック中将） - コーチシナ及びカンボジア
  - 保安隊（武装警察隊）
  - 海軍部隊
    - 極東艦隊 - 通報艦など若干。[注釈 3]
    - インドシナ艦隊 - 河川艦艇など若干。

## 経過

### 最後通牒
大本営からの指示に基づき、土橋第38軍司令官は1945年3月9日21時（現地時間。以下同様）の作戦発動を決めた。日本軍は第1期作戦としてフランス軍駐屯地を奇襲で撃破することを目標とし、各部隊は密かに攻撃態勢に移行した。最後通牒を仏印側が受諾した場合は「3・3・3」、拒絶した場合は「7・7・7」を、暗号として発動予定時刻5分前までに各部隊へ打電することとした。
3月9日18時、日本側の松本俊一特命大使が米の供出に関する協定に調印するとの名目でサイゴンに滞在していたドクー総督を訪問。供出協定調印後、松本大使は最後通牒を提示して退去。通牒内容は、日仏共同防衛の精神に基づき、連合軍上陸の際には日本軍と協力する決意を求めるもので、次の2点について21時まで2時間以内の返答を要求した。
- フランス軍及び武装警察を全面的に日本軍の指揮下に入れ、交通・通信機関を日本軍の管理下に移す。
- 仏印全土に対し、日本の要請に全面的かつ忠実に協力すべき旨を布告する。

検討の後にドクー総督は、ロバン大佐を使者として送り、連合軍上陸時には日本軍司令部が戦闘指揮の一切の責任を有することは認めるが、2点の要求事項には即答できないと回答することにした。そして、交渉継続の意思がある旨を告げ、日本軍の挑発行為がない限りフランス軍は敵対行動は行わないとも申し出た。しかし、使者は21時までに日本側に到達できなかった。
この間、開戦予定時刻前の20時55分頃から、各地で日本軍の接近に気付いたフランス軍との間で戦闘が開始。歩兵第227連隊は独断で攻撃を開始した。土橋軍司令官は、21時を20分以上過ぎても回答が来ないため、正式に「7・7・7」の攻撃開始命令を発信させた。21時25分に使者のロバン大佐が日本軍司令部に到着したが、日本側は回答内容を最後通牒の拒絶とみなし、作戦は続行された。

### 前哨戦
要所であるランソンは人口2万の小さな町である。しかし、この町にあるランソン要塞は堡塁2箇所・陣地2箇所・兵営4箇所を備え、7000名の兵力に重・軽機関銃300挺、火砲80門、戦車10両を配備している難攻不落の要害であった。対して、これを攻める第37師団麾下歩兵第225連隊は総員1500名足らずでしかなく、攻略には困難が予想されていた。
そこで、連隊長の鎮目武治大佐はランソン要塞司令官のエミール・ルモニエ少将や守備隊長のローベル大佐ら幹部をパーティと称して招きよせ、全員逮捕しようと一計を案じた。
そしてフランス軍への攻撃開始予定日の当日3月9日、パーティは予定通り行われ、計画通り、攻撃開始予定時刻の22:00直前にルモニエ少将、ローベル大佐以下幹部達を会場に突入させた憲兵隊によって全員逮捕させた。

### 第1期作戦
日本軍の夜襲は成功し、翌日にはフランス軍拠点の多くは制圧された。サイゴンではフランス軍幹部の2/3は外出中で組織的な応戦ができず、1時間程度で駐屯地が制圧され、ドクー総督も抵抗せずに捕虜となった。ランソンのシタデル兵営やドンダン堡塁、ハイフォンなどの北部の拠点ではフランス軍の激しい抵抗があったが、3月12日午後までに降伏。海軍艦艇も、日本海軍機の空襲や自沈、拿捕などで壊滅した。日本軍の損害は比較的軽微で、第37師団では戦死者189人、戦傷約300人だった。
投降したフランス軍は武装解除された。この際にランソンでは、歩兵第225連隊が、捕虜3,000人のうちフランス人将兵300余人と事前に逮捕していたルモニエ少将、ローベル大佐とその他幹部達を、「情勢は、極めて不穏緊迫し、非常事態に直面す」との判断で殺害した。別にハザンでも約50人の捕虜が殺害された。対照的に、ヴィンの陥落時には、捕虜の殺害を寸前で日本軍将校が制止したこともある。

### 第2期作戦・第3期作戦
その後、日本軍は、各地の重要施設を接収する第2期作戦と、フランス軍残存部隊に対する掃討戦である第3期作戦を実施した。第3期作戦はディエンビエンフーなどの山岳地帯で行われたために難航し、4月上旬終了の予定だったのが、完了宣言が出されたのは5月15日に遅れた。フランス軍は、副司令官アレッサンドリ少将率いる5400名の部隊だけが中国領へ脱出できた。

## 日本国内
これまではヴィシー政権下の国民、すなわち枢軸国の国民としてパリ陥落後も比較的自由に行動していた在日フランス人は、全員が警察によって拘留され、駐日フランス大使以下全員が軽井沢などの避暑地へ送られ、終戦まで軟禁状態に置かれた。

## 結果
この作戦に関しては、インドシナに大量の軍事力を保持していた日本軍との対立を避けた連合軍の侵攻がなく、戦闘は起きなかった。日本軍は、駐留フランス軍を制圧するのと同時に、インドシナ総督府を支配下に置いた。総督府の首脳には日本人が入り、総督府の直轄であるコーチシナ・ハノイ・ハイフォン・ツーランについては軍政が施行されたが、対外的には一時的な管理であると説明された。
3月9日の作戦開始直前、日本軍は、フランスの保護国だったベトナム・ラオス・カンボジアの各皇帝・国王に、武力行使決意と「独立を宣言することが可能である」旨を連絡する使者を発していた。これを受けて、ベトナム阮朝の保大帝（バオ・ダイ）は、フランスとの保護条約を破棄し、チャン・チョン・キム（陳仲金）を首班とするベトナム帝国（越南）樹立を3月11日に宣言した。
カンボジアのノロドム・シハヌーク国王も3月13日に続いた。ラオスのルアンパバーン朝のシーサワーンウォン国王は、当初はフランスの敗北を信じなかったが、日本軍部隊の展開を見て4月8日に独立宣言をした。
日本軍はフランス人の財産などを保護すると宣言したが、仏印政権を温存する政策は、ベトナム独立同盟会（べトミン）のホー・チ・ミンらの反発を招いた。この年、ベトナム北部は洪水や異常低温による不作で食糧不足が深刻となったうえ、連合軍の空襲による鉄道破壊等もあって南部からの食料輸送が滞り、多数のベトナム人が餓死した（1945年ベトナム飢饉）。「ベトナム人の反日情緒が高まった」とみたホー・チ・ミンは同年5月、ヴォー・グエン・ザップ（武元甲）将軍を司令官とするベトナム解放軍を発足させ、各地で民族解放委員会を組織して保大帝のベトナム帝国と対峙した。
日本軍は、引き続きインドシナ半島及びマレー半島の防衛態勢強化を進め、陣地の構築や米などの食糧の備蓄を行った。ビルマ方面からのイギリス軍の侵攻に備え、明号作戦を終えた第37師団はタイへ、独混第70旅団はマレーへと転進した。

## ポツダム宣言以降
中華民国領への脱出に成功した駐留フランス軍部隊は、元北部集団軍司令官ガブリエル・サバチエ中将の指揮下で雲南省で再建が進められた。第5外人歩兵連隊は本来の3個大隊編成が1個大隊のみに縮小再編された。仏印への反攻の機会をうかがったが、終戦まで実現しなかった。
1945年8月15日の日本降伏と共にベトミンは一斉蜂起し、保大帝を退位させてベトナム帝国を打倒した。しかしすでに降伏していた日本軍はどうすることもできず傍観した。
1945年7月にポツダムで連合国首脳陣による協議が行われ、北緯16度線を境界とした北部の治安維持は蔣介石（中国）、南部は東南アジア地域連合軍総司令官ルイス・マウントバッテン（イギリス）に委任されていた。日本軍の武装解除は中国軍とイギリス・インド軍によって行われたが、南部では連合軍の派遣が遅れたためフランス軍部隊の進駐も遅れ、このことがベトミン勢力の拡大をもたらすこととなった。この際、一部の日本軍部隊も治安作戦に投入されている。
中国領へ脱出した駐留フランス軍がベトナムに進駐したのは1946年になってからであった。